# 3. Oscar-gála
3. Oscar-díj átadására 1930. november 5-én került sor az Ambrassador Hotelben. A tíz dolláros jegyek mind elfogytak,[forrás?] hiszen 1929-1930 filmtermésében Greta Garbo két (az első és második) hangosfilmje, Anne Christie és a Romance, Gloria Swanson The Trespasser szerepeltek, Marlene Dietrich A kék angyal című műve azonban még a jelöltek között sem volt.

## Díjak

### Legjobb film
Győztes: Nyugaton a helyzet változatlan (All Quiet on the Western Front)
- The Big House
- Disraeli
- Ex-feleség (The Divorcee)
- The Love Parade

### Legjobb férfi főszereplő
Győztes: George Arliss - Disraeli
Jelölések:
- George Arliss - The Green Goddess
- Wallace Bery - The Big House
- Maurice Chevalier - The Big Pond és The Love Parade
- Ronald Colman - Bulldog Drummond és Condemned
- Lawrence Tibbet - The Rogue Song

### Legjobb női főszereplő
Győztes: Norma Shearer - Ex-feleség (The Divorcee)
Jelölések:
- Nancy Carroll - The Devil's Holiday
- Ruth Chatterton - Sarah and Son
- Greta Garbo - Anna Christie
- Norma Shearer - Their Own Desire
- Gloria Swanson - The Trespasser

### Legjobb rendező
Győztes: Lewis Milestone - Nyugaton a helyzet változatlan
Jelölések:
- Clarence Brown - Anna Christie
- Clarence Brown - Romance
- Robert Z. Leonard- Ex-feleség (The Divorcee)
- Ernst Lubitsch - The Love Parade
- King Vidor - Hallelujah

### Legjobb forgatókönyv
Győztes: The Big House – Joseph Farnham, Martin Flavin, Frances Marion, Lennox Marion eredeti
Jelölések:
- Nyugaton a helyzet változatlan – Maxwell Anderson, George Abbott, Del Andrews forgatókönyve Erich Maria Remarque regénye alapján
- Disraeli – Julien Josephson forgatókönyve Louis N. Parker színműve alapján
- Ex-feleség (The Divorcee) – John Meehan forgatókönyve Ursula Parrott: Ex-feleség (Ex-Wife) című regénye alapján
- Street of Chance – Lenore J. Coffee, Howard Estabrook forgatókönyve Oliver H. P. Garrett elbeszélése alapján

### Legjobb operatőr
Győztes: Joseph T. Rucker és Willard van der Veer – With Byrd at the South Pole
Jelölések:
- Arthur Edeson – Nyugaton a helyzet változatlan
- William H. Daniels – Anna Christie
- Tony Gaudio és Harry Perry – Hell's Angels
- Victor Milner – The Love Parade

### Legjobb hangkeverés
- Douglas Shearer – The Big House
  - John E. Tribby – The Case of Sergeant Grischa
  - Franklin Hansen – The Love Parade
  - Oscar Lagerstrom – Raffles
  - George Groves – The Song of the Flame

### Legjobb látványtervezés
- Herman Rosse – The King of Jazz
  - William Cameron Menzies – Bulldog Drummond
  - Hans Dreier – The Love Parade
  - Jack Okey – Sally
  - Hans Dreier – The Vagabond King

### Különdíj a kiemelkedő produkcióért
- Universal Pictures – Nyugaton a helyzet változatlan

## Statisztika

### Egynél több jelöléssel bíró filmek
- 6 jelölés: The Love Parade
- 4 jelölés: Nyugaton a helyzet változatlan (All Quiet on the Western Front), The Big House és Ex-feleség
- 3 jelölés: Disraeli és Anna Christie
- 2 jelölés: Bulldog Drummond, Romance

### Egynél több díjjal bíró filmek
- 2 díj: Nyugaton a helyzet változatlan, A nagy ház